# Oeuvre van Peter Schat
Hieronder volgt een lijst van werken van Peter Schat, gerangschikt naar het genre van de composities.

## Werken voor orkest of ensemble
- Septet voor piano, 4 blazers, cello en slagwerk, op.3
- Octet voor 8 blazers, op.4
- Mozaïeken, op.5
- Stukken voor fluit, trompet, viool en slagwerk, op.7
- The fall, op.9
- Concerto da camera, op.10
- Entelechie nr.1, op.12
- Signalement, voor slagwerk, op.14
- Clockwise and anti-clockwise, op.17
- On escalation, op.18
- Thema, op.21
- Symfonie nr.1, op.27, in 4 delen
- Symfonie nr.2, op.30, in 4 delen
- Serenade voor strijkorkest, op.31
- Concert voor fluit en orkest, op.36, "Lenteconcert"
- De hemel, op.37
- Etudes voor piano en orkest, op.39
- Rondgang, op.42
- Arch music for St. Louis, op.44
- Symfonie, op.45, "Gamelan", in 4 delen
- The wallpeckers, op.48

## Opera / muziektheater
- Labyrint, een opera, op.15
- Houdini, opera, op.25
- Aap verslaat de knekelgeest, op.28
- Symposion, op.33

## Vocale werken
- Cryptogamen, voor bariton en orkest, op.8
- Entelechie nr.2, voor mezzosopraan, op.13
- To you, voor mezzosopraan en orkest, op.22
- To whom, voor sopraan en orkest op.23
- Canto general, op.24
- Kind en kraai, op.26
- Adem, op.32
- Een Indisch requiem, op.41
- The food of love, op.43

## Kamermuziek
- Introductie en adagio in oude stijl voor strijkkwartet, op.2
- Improvisations and symphonies, op.11
- Genen voor viool en piano, op.47

## Werken voor solo-instrument
- Passacaglia en fuga voor orgel, op.1
- Inscripties voor piano, op.6
- Collages for 31 tone organ
- Anathema voor piano, op.19
- Hypothema voor blokfluit, op.20
- Polonaise voor piano, op.29
- Alarm voor beiaardiers, op.40